# Rupit i Pruit
Rupit i Pruit (in castigliano Rupit y Pruït) è un comune spagnolo di 295 abitanti situato nella comunità autonoma della Catalogna. Formato da due centri che in precedenza erano comuni separati, Rupit e Pruit, e che furono uniti nel 1977. È l'ultimo paese della provincia di Barcellona sulla strada che congiunge Vic, capoluogo della comarca Osona, a Olot, capoluogo della comarca Garrotxa, nella provincia di Girona.